# Vjatská gubernie

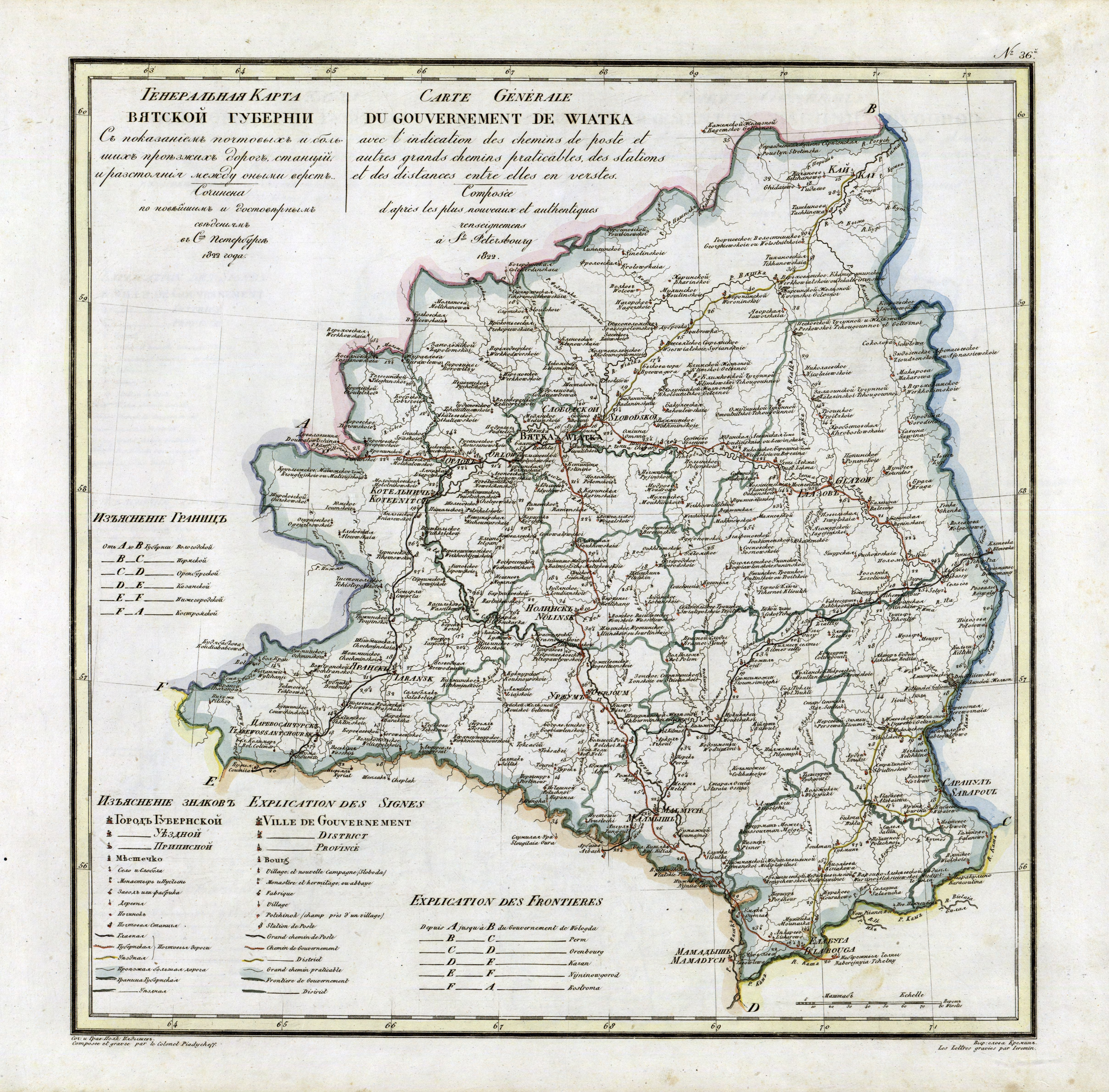
Mapa gubernie

Viatská gubernie (rusky Вятская губерния) byla jedna z gubernií carského Ruska v letech 1796–1929. Předchůdcem gubernie bylo Vjatské místodržitelství (1775 – 1796), které se dělilo na 13 okresů. Po jeho rozpadu 11 z nich utvořilo Vjatskou gubernii, jejíž počet obyvatel činil v roce 1897 3 030 831 a jejíž rozloha byla 169 629 km². Hlavním městem gubernie bylo město Vjatka.